# Verwaltungsgemeinschaft Gleistal-Gemdental
Zur Verwaltungsgemeinschaft Gleistal-Gemdental waren von 1991 bis 1994 fünf nordöstlich von Jena gelegene Gemeinden zusammengeschlossen. Sie war Teil des Landkreises Jena und ab Juli 1994 des Saale-Holzland-Kreises. Ihren Namen hatte sie von den Tälern der Gleise und des Gemdenbachs.

## Gemeinden
- Golmsdorf
- Großlöbichau
- Jenalöbnitz
- Löberschütz
- Neuengönna

## Geschichte
Die Verwaltungsgemeinschaft wurde am 30. September 1991 gegründet. Die Auflösung erfolgte am 29. Dezember 1994. Mit Wirkung zum 30. Dezember 1994 wurden die Mitgliedsgemeinden mit den Gemeinden Dorndorf-Steudnitz, Hainichen und Lehesten sowie der Stadt Dornburg/Saale zur neuen Verwaltungsgemeinschaft Dornburg zusammengeschlossen.